# Lorenzo Litta
Pour les articles homonymes, voir Litta.
Lorenzo Litta (né le 23 février 1756 à Milan et mort le 1er mai 1820 à Monteflavio est un cardinal italien du XIXe siècle. Il est un arrière-neveu du cardinal Alfonso Litta.

## Biographie
Litta est élu archevêque titulaire de Thèbes (de) en 1793, avant d'être envoyé comme nonce apostolique en Pologne et comme ambassadeur extraordinaire en  Russie en 1797 pour protéger les droits des catholiques dans ce pays. Il est expulsé de Russie en 1799 et réside à la cour papale à Venise, auprès de laquelle il est notamment trésorier général.
Le nouveau pape Pie VII le crée cardinal in pectore lors du consistoire du 23 février 1801. Sa création est publiée au mois de septembre. Le cardinal Litta est préfet de la « Congrégation de l'Index » de 1803 à 1816, préfet des études du « Collegio e seminario romano » et camerlingue du Sacré Collège en 1806 et 1807. Il refuse d'être présent au mariage de Napoléon et fait partie des « cardinaux noirs », qui n'ont pas le droit de porter les vêtements rouges de cardinal. Exilé à Nîmes, il y reçoit une pension de son frère Antonio Litta Visconti Arese.
Litta retourne à Rome en 1814 et devient préfet de la « Congrégation pour la Propaganda Fide », préfet de la « Congrégation pour la correction des livres de l'Église orientale » et préfet de la « Congrégation de la résidence des évêques ».

## Succession apostolique
Lorenzo Litta a ordonné les évêques suivants :
- Évêque Jan Chrzciciel Albertrandi (1796)
- Archevêque Giovanni Marchetti (1814)
- Archevêque Candido Maria Frattini (de) (1814)
- Archevêque Michele Belli (de) (1814)
- Évêque Francesco Maria Cipriani (de), O.S.B. (1814)
- Évêque Anselmo Basilici (1814)
- Archevêque Luidj Škakoc, O.F.M. (1815)
- Évêque Ignazio Palmidessa, O.P. (1816)
- Évêque Michelangelo Calmet (1816)
- Évêque Pietro Paolo Mazzichi (it) (1817)
- Évêque Giuseppe-Maria Lais (1818)
- Évêque Rodolfo Brignole Sale (1818)
- Évêque Edward Bede Slater (de), O.S.B. (1818)
- Évêque Giovanni Philip Paroni, O.F.M.Conv. (1818)
- Cardinal Vincenzo Macchi (1818)
- Évêque Giulio Mami (1818)
- Évêque Guilelmus Zerbi (1818)
- Évêque Giuseppe Maria Pellicano (1818)
- Évêque Francesco Saverio Triggiani, O.F.M.Conv. (1818)
- Évêque Giovanni Battista Bolognese (1819)
- Évêque Vincenzo Maria Manieri, O.F.M.Conv. (1819)
- Archevêque Ludovico Luigi Ugolini (it) (1819)
- Évêque Emmanuele Lodi (it), O.P. (1819)
- Archevêque Antonio Baldini (de) (1820)
- Cardinal Filippo Giudice Caracciolo, C.O. (1820)